# Тъмен тиарис
Тъмният тиарис (Tiaris obscurus) е вид птица от семейство Овесаркови (Emberizidae).
Според някой учени видът или негов прародител е мигрирал на Галапагоските острови и е послужил за основа на съществуващите днес видоне Галапагоски чинки.

## Разпространение и местообитание
Тя е разпространена в Аржентина, Боливия, Бразилия, Колумбия, Еквадор, Парагвай, Перу и Венецуела. Естествените местообитания на вида са влажните тропически и субтропическите райони обрасли с дървета и храстова растителност. Живеят също и в райони с разредени от човешката дейност тропически гори.